# 2025 год в Италии

## Январь
- При поддержке Итальянского космического агентства запущен спутник «Pathfinder HEO», первый из 25 спутников HEO, которые будут осуществлять мониторинг территории Италии[1]

## Февраль
- Eni заключила сделку с Египтом и Кипром на поставки газа в Италию[2]

## Март
- 7 марта — Eni совместно с Управлением по атомной энергии Соединенного Королевства[англ.] начало строительство завода по переработке трития в Калхэме[англ.] (графство Оксфордшир, Великобритания)[3]
- 11 марта — Italgas[англ.] приобрёл вторую крупную газораспределительную компанию Италии 2i Rete Gas[англ.][4]
- 30 марта — Poste italiane приобрела 15 % акций TIM у французской телекоммуникационной компании Vivendi[5]

## Апрель
- 4 апреля — Принят декрет о безопасности, согласно которому полицейские, попавшие под уголовное преследование, получают право продолжить работу и право на покрытие расходов для юридической защиты[6][7][8][9]
- 9 апреля — Котировки на Итальянской фондовой бирже упали на 2,75 %, потеряв 19 млрд евро на фоне новых пошлин США, введённых на импорт[10]
- 10 апреля — Prada приобрела Versace[11][12]
- 13 апреля — Открыт павильон Италии на Экспо 2025[13]

- 16—17 апреля — Саммит Италия — Турция[14]

## Май
- 14 мая — Enel, Ansaldo Energia[англ.] и Leonardo создали концерн «Nuclitalia» по изучению технологий и анализу рынка атомной энергетики[15][16]
- 25—26 мая — Первый раунд региональных выборов[англ.][17]

## Июнь
- 8—9 июня — Второй раунд региональных выборов[англ.]
- 8—9 июня — Референдум[англ.] по вопросу приобретения гражданства Италии для граждан стран, не входящих в ЕС и вопросам трудоустройства[18][19][20]
- 20 июня
  - У побережья Сицилии подняли со дна яхту Bayesian, затонувшую в августе 2024 года[21][22]
  - Саммит Италии и ЕС по Африке. На саммите подписано 11 соглашений на сумму 1,2 млрд евро по проектам в Африке[23][24][25][26]

## Июль
- 7 июля — Eni заключило соглашение о разделе продукции с Sonatrach на сумму 1,35 млрд долл на разработку месторождения газа «Земул Эль Кбар» в юго-западном Алжире на границе с Ливией. Контракт рассчитан на 30 лет[27][28]
- 8 июля — Принят закон о сохранении рабочих мест за пациентами с раком, хроническими заболеваниями, ведущими к недееспособности, включая редкие[29]
- 10 июля
  - Ferrero заключило сделку о приобретении WK Kellogg Co[англ.], американской компании по производству продуктов[30][31]
  - Отменено требование предъявления документов, удостоверяющих личность при полётах внутри страны и в пределах ЕС. Для перелётов достаточно наличия посадочного талона. При этом, документы, удостоверяющие личность, должны быть с собой на случай идентификации личности[32]
- 25 июля — Carrefour продала сеть магазинов в Италии конгломерату NewPrinces[англ.][33][34]

## В науке
- 10 марта — В Остия-Антике найдена древняя еврейская миква[35]

## В культуре
- 3 июля — Премия «Стрега 2025»[36][37][38][39]

## Умерли
- 3 марта — Элеонора Джорджи, актриса[40]
- 5 марта — Бруно Пиццул, футболист, футбольный комментатор[41][42]
- 6 апреля — Роберто Де Симоне, актёр, композитор[43]
- 20 мая — Нино Бенвенути, боксёр[44]
- 23 июня — Леа Массари, актриса[45]
- 24 июня — Альваро Витали[англ.], актёр[46]
- 31 июля — Адриана Асти, актриса[47][48]